# Phaseoleae
Phaseoleae är ett tribus till Faboideae som bland annat består av en stor mängd bönor som odlas för människo- och djurföda, mestadels från släktena Phaseolus och Vigna.
Under 1900-talets senare del verkar inte tribuset vara monofyletiskt, även om det verkar finnas en monofyletisk grupp som ungefär motsvarar tribuset Phaseoleae med några få olikheter. Phaseoleae är besläktat med tribusen Millettieae, Abreae och Psoraleeae samt delar av Desmodieae.

## Galleri

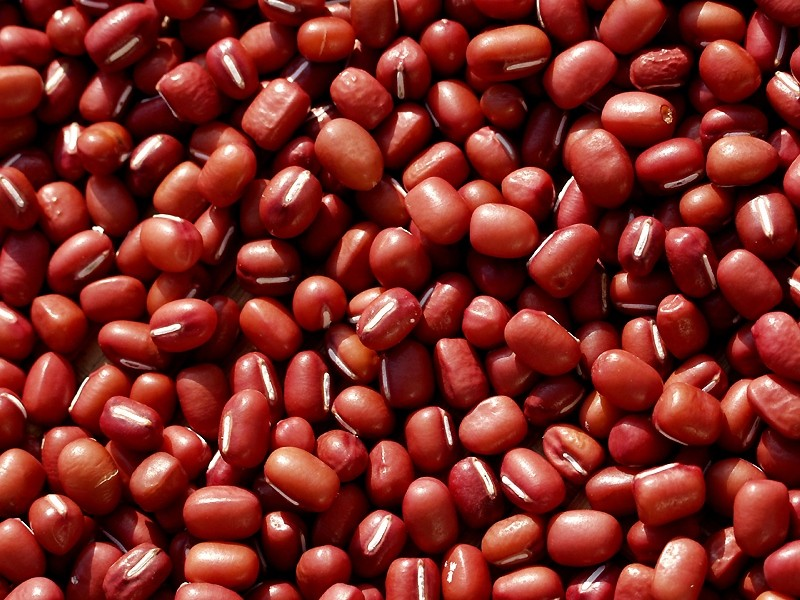
Azukiböna
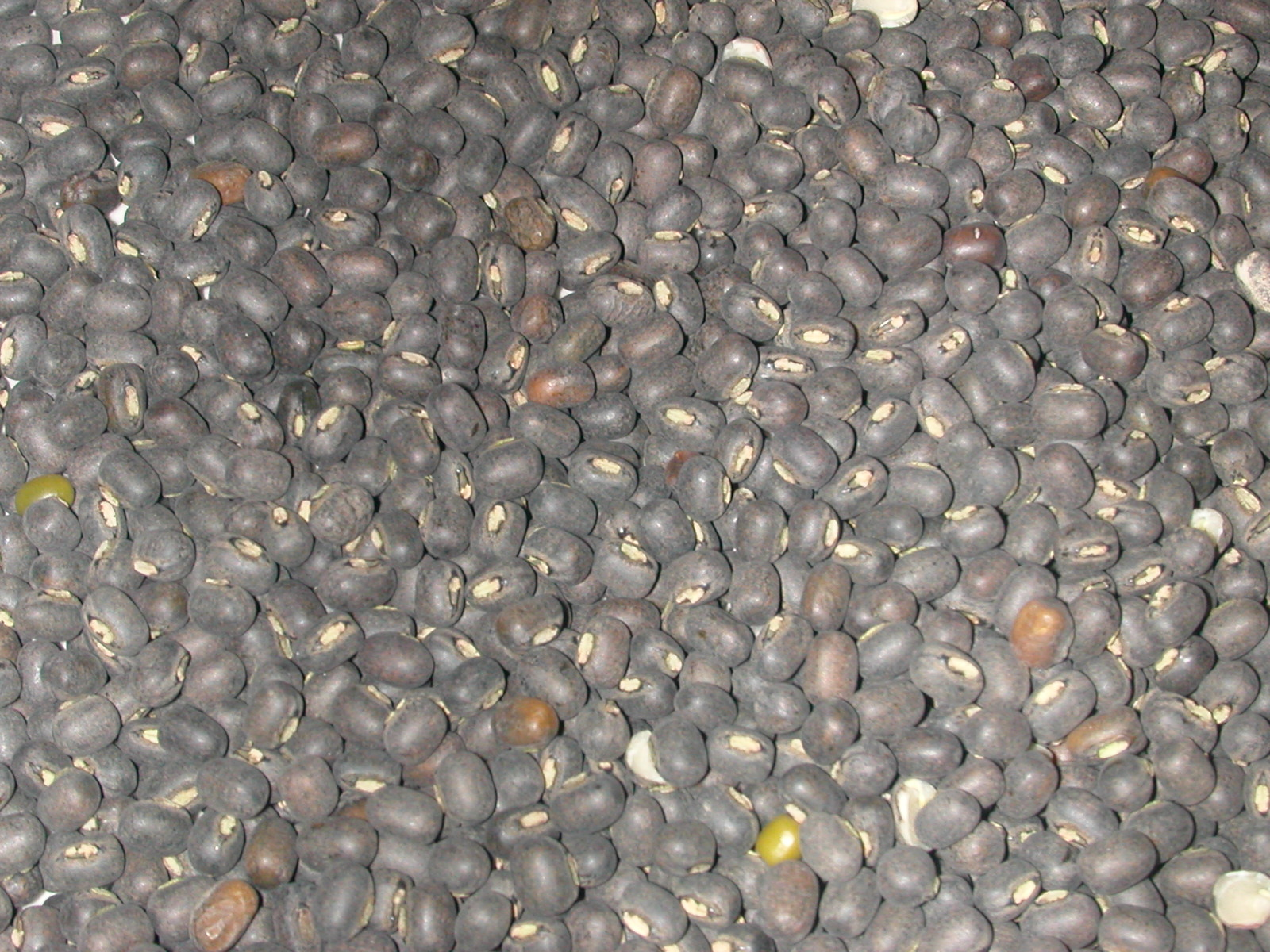
Vigna Mungo
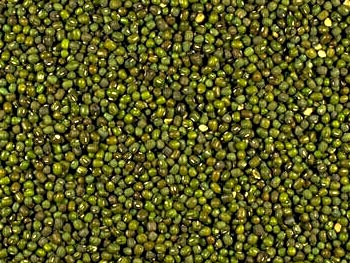
Mungböna
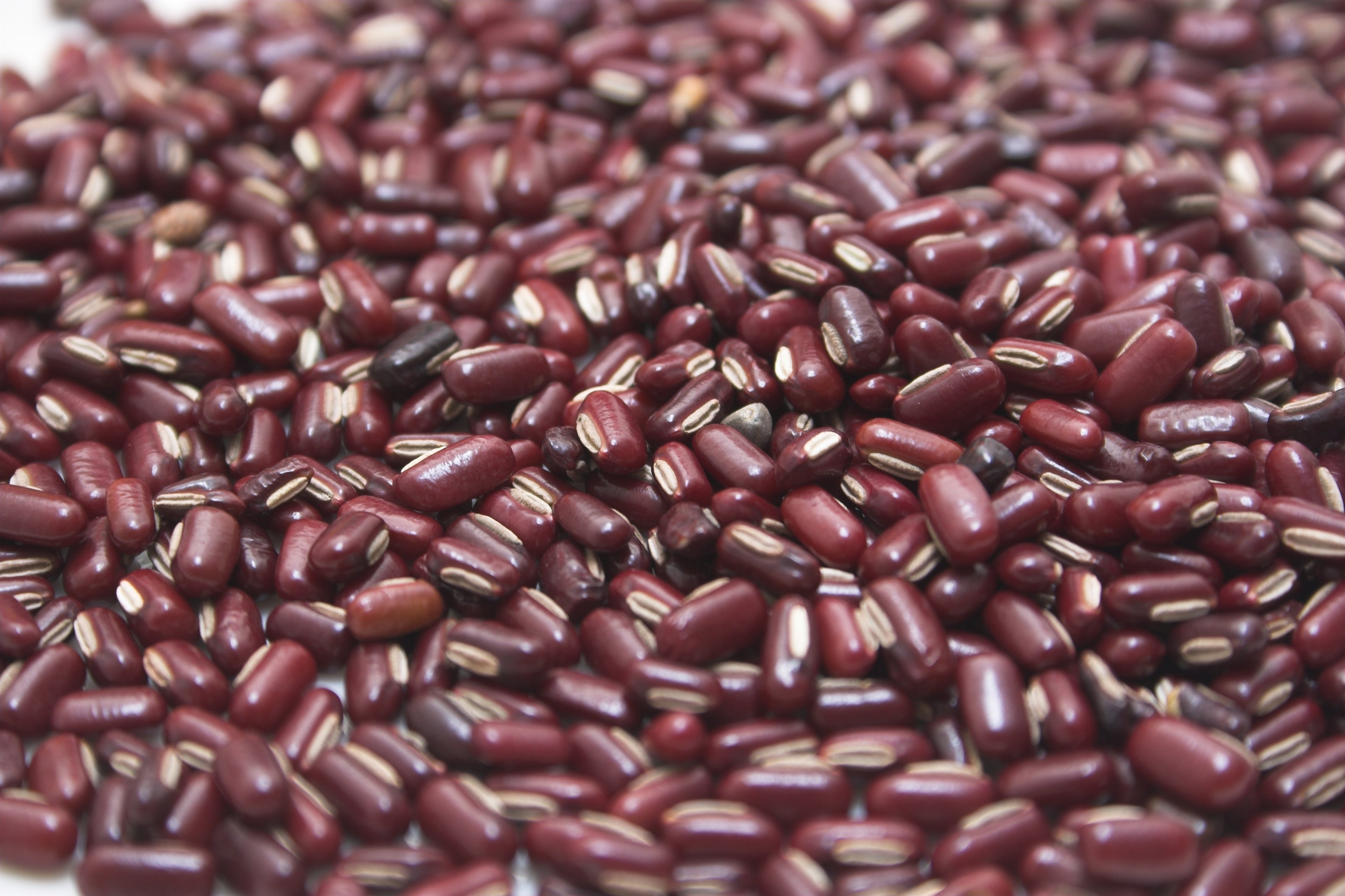
Vigna Umbellata
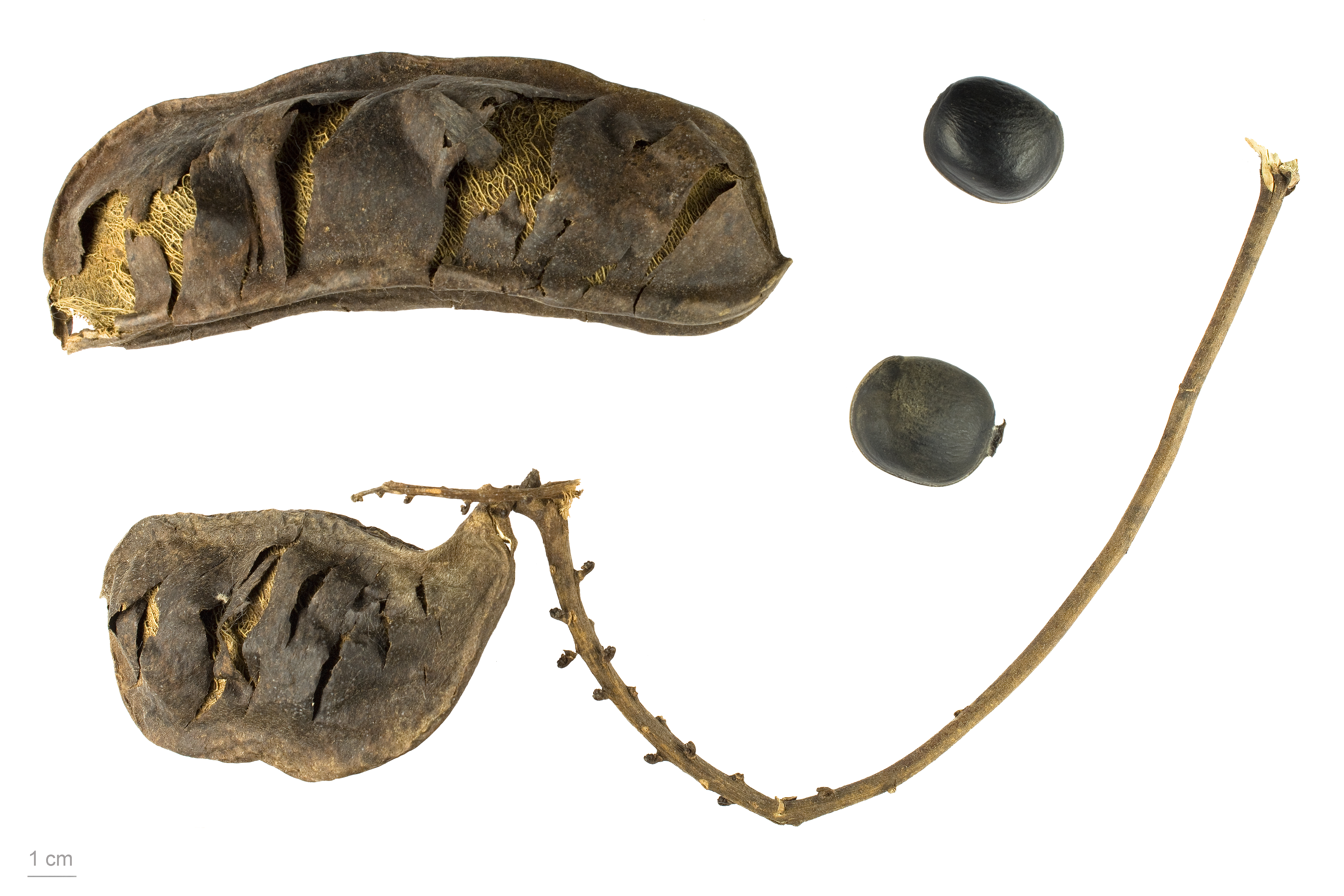
Dioclea macrocarpa - Museum specimen